# シューフォーズ
『シューフォーズ』（SUPER UFO FIGHTER）は、日本のインディーゲームスタジオ・ブイブイラボにより開発されPhoenixxより2022年7月14日に発売されたゲームソフト。
対応プラットフォームはNintendo Switch・PC（Steam配信）。

## 概要
クレーンゲームをモチーフとした、景品（モノ）を奪い合う内容の対戦アクションゲーム。「ゆるいeスポーツ」を標榜した、ポップテイストのビジュアルやアクションのハプニング性を重視したゲームデザインを特徴としている。

## 開発
本作を開発したブイブイラボは代表者のますだたろうとその友人らで構成され、前身となるインディースタジオ「Team EMER」を解体・再編成する形で2018年11月に立ち上げられた。Team EMER時代は『土下侍』『EMER』という2つのタイトルを開発中であったがブイブイラボ移行後にいずれも開発を中止している。
ますだは本作のゲームデザインにあたり同じくインディーゲームの『BATTLLOON - バトルーン』の影響を強く受け、また『PHRASEFIGHT』なども参考にしたと述べている。

## ゲームシステム
基本ルール
ターゲット指定された「モノ」を自陣のゴールへ入れることでポイントを獲得、3ポイントを先取した側が勝利となる。
アクション
プレイヤーはステージ上部より落下するカプセルをパンチで破壊しモノを取り出す「ブッコワシ」とモノをトラクタービームで吸い寄せる「シューシュー」が行える。
「ブッコワシ」は相手プレイヤーを直接攻撃する妨害行為などにも利用可能。

### ゲームモード
ストーリー

トレーニング

対戦

コレクション

## 登場キャラクター
ルル
本作の主人公。フルネームは「集芽ルル」。バランスに優れた能力を持つ。
アキュート
スピードタイプのキャラクター。
アダムス
パワータイプのキャラクター。
Dr.ガウ
遠距離攻撃を持つが、シューシューの範囲が限定的である。初公開された際に、非常に強力な能力を持っていたため、弱体化されたとされる。
ニンニン
忍者の要素を持つキャラクター。オブジェクトに手裏剣を刺すことができる。

## 作中用語
シューフォーズ
銀河系で流行しているバトルスポーツ。
シューフォリアン
シューフォーズのプレイヤー。試合時はUFOに変形する。

## スタッフ
- ゲームデザイン/プログラム - ますだたろう
- キャラクターデザイン/グラフィック/シナリオ - 椎名アクタロ
- サウンドデザイン/コンポーザー - Symcfloat
- プログラム - Sado
- メインビジュアル/ビジュアルサポート - 孤守ンガ

## テーマソング
「シュート・ フォーユー」
歌：Symcfloat feat.妃苺